# Sîmonî, Iemilciîne
Sîmonî (în ucraineană Симони) este localitatea de reședință a comunei Sîmonî din raionul Iemilciîne, regiunea Jîtomîr, Ucraina.

## Demografie
Componența lingvistică a localității Sîmonî
     Ucraineană (98,69%)
     Rusă (1,16%)
     Alte limbi (0,15%)
Conform recensământului din 2001, majoritatea populației localității Sîmonî era vorbitoare de ucraineană (98,69%), existând în minoritate și vorbitori de rusă (1,16%).